# Michail Vistickij
Michail Vistickij (rusky Михаил Михайлович Вистицкий, * 18. dubna 1966, Moskva) je předseda Všeruského hnutí veteránů V. A. Ačalova (rusky Всероссийское Движение Ветеранов им. В. А. Ачалова, ve zkratce ВДВ) zvaného "Výsadek svobody" (rusky Десант Свободы)  a rockový protiputinovský protestní písničkář.
Ve známost vešel protestní Písní pro premiéra (též zvanou Nikdo kromě nás), ve které označil Vladimira Putina za tyrana, a která se v roce 2012 stala internetovým hitem.

## Život
Narodil se roku 1966 v Moskvě. Absolvoval základní vojenský výcvik zakončený třemi výsadky. Roku 1984 nastoupil do armády a sloužil u 34. výsadkové průzkumné roty. Vojenskou službu končil ve funkci zástupce velitele zvláštní rozvědné čety. V roce 1991 působil v ochrance sídla vlády Ruské federace v Moskvě. Jako člen OMON sloužil též v Německé demokratické republice. Za účast na zvláštních operacích získal dvě pamětní medaile výsadkového vojska. Je absolventem Moskevké státní hospodářské a stavební akademie (rusky Московская государственная академия коммунального хозяйства и строительства).
Po skončení služby ve vojsku se účastní společenského života a pracuje ve svém oboru u soukromého podniku. 

## Protestní písně
Michail Vistickij je protestním písničkářem, kytaristou a vedoucím rockové skupiny používající stejnojmenný název Výsadek svobody (rusky Десант Свободы), nazývanou též Zpívající výsadkáři (Поющие десантники) sestavované z bývalých výsadkářů ruské armády vystupující zpravidla v bleděmodrých baretech výsadkového vojska. Se skupinou opakovaně vystupoval na povolebních protestech v Rusku 2011–2013.

### Píseň pro premiéra
Skupina získala velký ohlas s Písní pro premiéra (rusky Песня для премьера), též Nikdo kromě nás (Ты такой же как я) obsahující vůči Vladimirovi Putinovi výzvu „Odejdi tyrane!“:
| „                                        | Развалил оборонку и армию сдал, на солдат положил и офицеров послал. Мы тебе не простим все «заслуги» твои, мы требуем мирно: «Тиран, уходи! | Vojenský průmysl jsi zničil, armádu podvedl, na vojáky jsi naplival a důstojníky vykopnul. My ti tvé „zásluhy“ neodpustíme, my vzýváme po dobrém: „Odejdi tyrane!“. | “ |
| — Michail Vistickij a Stanislav Baranov, | | |   |

Zpívají bývalí výsadkáři a refrén pokračuje:
| „                                        | Ты такой же, как я, человек, а не Бог. Я такой же, как ты, человек, а не лох. Не дадим больше врать, не дадим воровать. Мы свободы десант, с нами родина-мать. Ты обычный чиновник, не царь и не Бог. Для тебя человек тупой бандерлог.. | Ty jsi stejný jako já, člověk a ne Bůh. Já jsem člověk jako ty, ale žádný hlupák. My jsme výsadek svobody, s námi je naše matka vlast. Nenecháme loupit a krást. Ty jsi obyčejný úředník, ani car, ani Bůh. Pro tebe je druhý člověk jen blbý banderovec. | “ |
| — Michail Vistickij a Stanislav Baranov, | | |   |

Za pouhé tři dny byla na internetu zhlédnuta téměř půlmiliónkrát.
Vystoupení skupiny na televizní stanici Dožď sledovalo 150 tisíc diváků.

Údiv nad vystoupením skupiny vyvolal fakt, že se bývalí vojáci postavili proti Putinovi, který si jako bývalý spolupracovník FSB drží image tvrdého velitele. K tomu jeden ze členů dodal, že se nemůže smířit se zkorumpovaným putinovým režimem.
Autoři písně jsou Michail Vistickij a Stanislav Baranov. Velení svazu ruských výsadkářů se od obou autorů distancovalo.

### Další protestní písně
- Vyhoď krysu přes palubu (rusky Выбрось крысу с корабля)
- Za spravedlivou vládu (rusky За честную власть)
- Pochod miliónů (rusky Марш Миллионов)
- S kým jdeš ruský OMONe? (rusky С кем ты Российский ОМОН?)

## Publicistika
V srpnu 2014 Michail Vistickyj zkritizoval na sociální síti zahraniční politiku ruské vlády za to, že vyvolala vojenské konflikty s „bratrským národem“ Ukrajinou.
| „                    | Мы кто Вам? Воины добра? Тогда почему мы все время воюем НЕ на своей земле? Тогда почему НАС в Польше, в Финляндии, в Венгрии, в Чехии и Словакии, в Германии, в Латвии, в Литве, в Эстонии, в Афганистане, в Приднестровье, в Чечне, в Грузии, а теперь и в Украине называют ОККУПАНТАМИ? Почему мы воюем с бывшими Братьями? ВСЕ эти народы фашисты? Почему на нас никто не нападает, а мы все воюем и воюем? | Kdo že to jsme? Války dobra? Tak proč NÁS ve Finsku, Maďarsku, Česku a Slovensku, v Německu, na Litvě, v Estonsku, Afghánistánu, Podněstří, Čečensku, Gruzii a teď i na Ukrajině nazývají okupanty? Proč válčíme s bývalými bratry? Všechny tyto národy jsou fašisti? Proč, když nás nikdo nenapadá, my pořád jen válčíme a válčíme? | “ |
| — Michail Vistickij, | | |   |